# Pantoporia euryleuca
Pantoporia euryleuca är en fjärilsart som beskrevs av Hagen 1898. Pantoporia euryleuca ingår i släktet Pantoporia och familjen praktfjärilar. Inga underarter finns listade i Catalogue of Life.